# Ceaux-en-Couhé
Ceaux-en-Couhé korábbi község Franciaország Új-Aquitania régiójában, Vienne megyében. 2019. január 1-jén négy másik korábbi községgel egyesült és az így létrejött Valence-en-Poitou új község része lett.
Lakosainak száma 524 fő (2018. január 1.). Ceaux-en-Couhé Anché, Champagné-Saint-Hilaire, Châtillon, Couhé, Payré és Vaux községekkel határos.

## Népesség
A település népességének változása:
| Lakosok száma | 519  | 530  | 549  | 529  | 524  |
|               | 2013 | 2015 | 2016 | 2017 | 2018 |